# August Carl Haun
August Carl Haun (1815 Berlín (?Kroměříž) – 1894 Berlín) byl německý malíř, kreslíř leptař a litograf.

## Život
August Carl Haun studoval na berlínské Akademii u Carla Blechena a Wilhelma Schirmera a pak cestoval po Německu, Rakousku a severu Itálie.

## Dílo

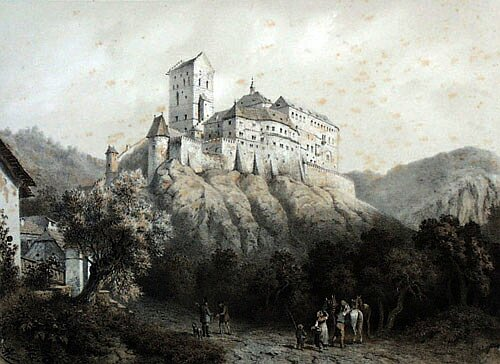
Karlštejn kolem r. 1850 (Franz Kaliwoda, August C. Haun)

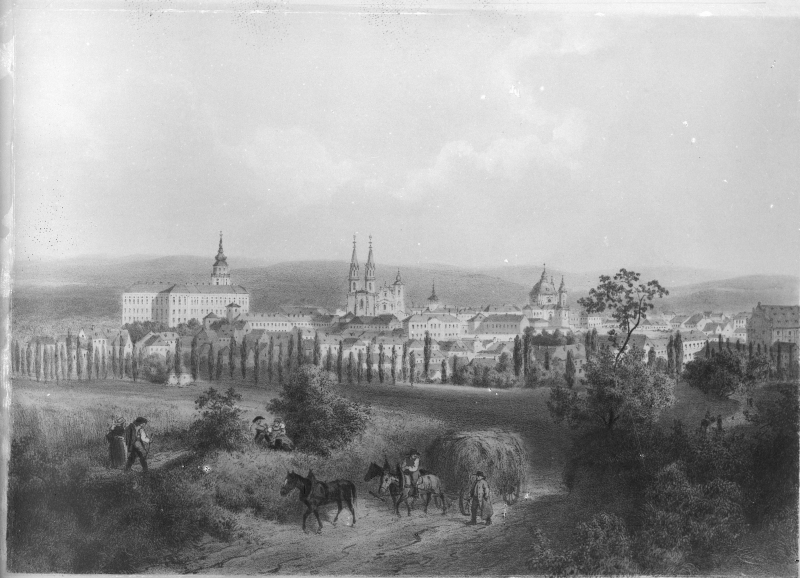
Kroměříž kolem roku 1850, (Franz Kaliwoda, August C. Haun)

Haun byl krajinář a od roku 1847 vydával alba tónovaných litografií. Jeho soubor českých vedut, vydaný poprvé roku 1864, obsahuje Bezděz, České Budějovice, Český Krumlov, Karlovy Vary, Karlštejn, Loket, Mariánské Lázně, Náchod, Osek, Prahu, Rábí, Sloup, Tábor, Vyšší Brod, Zvíkov, Žebrák a Točník a Zvíkov. Vznikl tak významný soubor, ceněný pro výtvarné zpracování a věrné zachycení všech míst do dnešní doby.
Pro olomouckého nakladatele Eduarda Hölzla (1817–1885) vytvořil spolu s Františkem Kalivodou (1824–1858) soubor moravských a slezských vedut Malerisch-historisches Album von Mähren und Schlesien (1857–1860).

### Známá díla
- 1857 Krajiny se stafáží, Album für Künstlervereins und Dichtung
- 1859 Die römischen Baudenkmaler zu Pola in Istrie
- Norweg. Fischer, Sommerabend auf einem Norweg. Binnensee.[1]
- Macocha, 1857[4]